# Saint-Pompon
 Saint-Pompon  (en occitano Sent Plemponh) es una población y comuna francesa, situada en la región de Aquitania, departamento de Dordoña, en el distrito de Sarlat-la-Canéda y cantón de Domme.

## Historia
La comuna se denominó Saint-Pompont hasta el 31 de diciembre de 2023.

## Demografía
| 536 | 516 | 506 | 521 | 452 | 405 |
| Para los censos de 1962 a 1999 la población legal corresponde a la población sin duplicidades (Fuente: INSEE [Consultar]) |     |     |     |     |     |